# Adergas
Adergas is een plaats in Slovenië en maakt deel uit van de gemeente Cerklje na Gorenjskem in de NUTS-3-regio Gorenjska. De plaats telt 253 inwoners (1 januari 2020) en ligt zo'n 20 kilometer ten noorden van de hoofdstad Ljubljana.
De plaats ligt aan de rand van een bosgebied.
In de plaats staat het klooster Velesovo. Een klooster der dominicanen dat in 1238 werd gesticht door het Patriarchaat van Aquilei. In 1471 raakte het echter zwaar beschadigd tijdens een inval door de Ottomanen. Oorspronkelijk is het klooster ontstaan rond de lokale kerk, waarvan tegenwoordig de oostvleugel van het complex uit de eerste helft van de 18e eeuw nog bestaat. De barokke kerk waar het klooster naast is gebouwd werd opgetrokken in de tweede helft van de 18e eeuw.
Het orgel in de kerk is in 2007 gebouwd als opus 14 van de orgelbouwer Tomaš Močnik, in de stijl van barokke orgelbouwers zoals Zacharias Hildebrandt. Het telt 38 sprekende stemmen, verdeeld over twee manualen en een pedaal. De klanken van dit orgel zijn opgenomen en commercieel verkrijgbaar voor gebruik in het virtueelorgelsoftwareprogramma Hauptwerk.
Adergas · Ambrož pod Krvavcem · Apno · Cerkljanska Dobrava · Dvorje, Češnjevek · Glinje, Grad · Lahovče · Poženik · Praprotna Polica · Pšata · Pšenična Polica · Ravne · Sidraž · Spodnji Brnik · Stiška vas · Sveti Lenart · Šenturška Gora · Šmartno · Štefanja Gora · Trata pri Velesovem · Vašca · Velesovo · Viševca · Vopovlje · Vrhovje · Zalog pri Cerkljah · Zgornji Brnik